# Хиш
Хиш (араб. حيش‎) — небольшой город на северо-западе Сирии, расположенный на территории мухафазы Идлиб. Входит в состав района Мааррет-эн-Нууман. Является административным центром одноимённой нахии.

## Географическое положение
Город находится в юго-западной части мухафазы, на высоте 508 метров над уровнем моря.

Хиш расположен на расстоянии приблизительно 40 километров к югу от Идлиба, административного центра провинции и на расстоянии 221 километра к северо-северо-востоку (NNE) от Дамаска, столицы страны.

## Население
По данным официальной переписи 2004 года численность населения города составляла 8817 человек (4416 мужчин и 4401 женщина).

## Транспорт
Ближайший гражданский аэропорт — Международный аэропорт имени Басиля Аль-Асада.